# Coelosis bicornis
Coelosis bicornis är en skalbaggsart som beskrevs av Nathanael Gottfried Leske 1779. Coelosis bicornis ingår i släktet Coelosis och familjen Dynastidae. Inga underarter finns listade i Catalogue of Life.